# Huibaoling Shuiku
Huibaoling Shuiku är en reservoar i Kina. Den ligger i provinsen Shandong, i den östra delen av landet, omkring 210 kilometer söder om provinshuvudstaden Jinan. Trakten runt Huibaoling Shuiku består till största delen av jordbruksmark.
Genomsnittlig årsnederbörd är 925 millimeter. Den regnigaste månaden är juli, med i genomsnitt 251 mm nederbörd, och den torraste är januari, med 9 mm nederbörd.